# Taksówka wspomnień
Taksówka wspomnień – amerykański film obyczajowy z 1998 roku.

## Główne role
- Maureen O’Hara – Katherine Eure
- Jason Beghe – Mike Donahue
- Catherine Bell – Sandy
- Haley Joel Osment – Bobby